# Joachim du Bellay

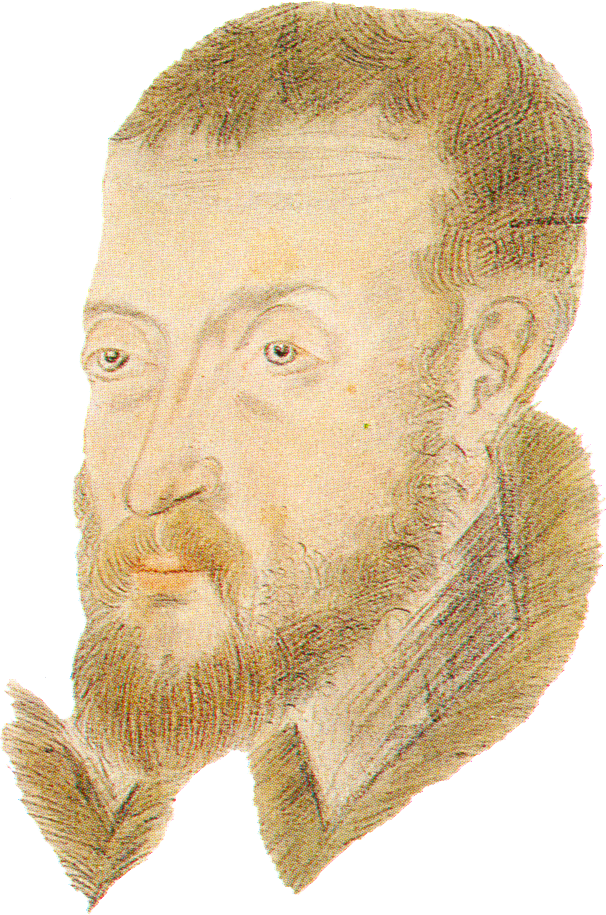
Joachim Du Bellay

Joachim du Bellay [/ʒoaʃɛ̃ dy bɛlɛ/] bzw. Joachim Du Bellay (* um 1522 in Liré nahe Angers; † 1. Januar 1560 in Paris) war ein französischer Autor. Er gilt neben Pierre de Ronsard als der bedeutendste französische Lyriker der Mitte des 16. Jahrhunderts.

## Leben und Schaffen

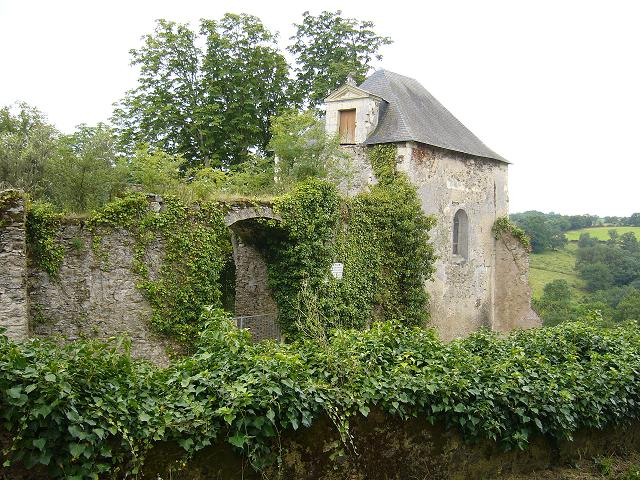
Eingang des einstigen Wohnsitzes von Joachim du Bellay im Château de la Turmelière in Liré (Anjou) im französischen Département Maine-et-Loire

### Kindheit und Jugend
Du Bellay war der jüngere Sohn aus einer ärmeren Linie eines alten Adelsgeschlechts des Anjou. Über seine jungen Jahre ist sehr wenig bekannt. Offenbar verlor er früh seine Mutter, war mit 10 Jahren Vollwaise und verlebte, von Kindesbeinen an kränklich, unter der Vormundschaft seines 15 Jahre älteren Bruders René eine freudlose Jugend. Eine solide Bildung erhielt er angeblich nicht, doch will er früh Verse gemacht haben. 1540 begann er ein Jurastudium in Poitiers, zweifellos mit der Absicht, sich für einen Posten in der königlichen Verwaltung bzw. Gerichtsbarkeit zu qualifizieren, den er sich erhoffen konnte dank der Protektion eines Cousins seines Vaters, des Bischofs von Paris (und späteren Kardinals), Jean Du Bellay.
In Poitiers fand er Anschluss an einige humanistisch gebildete Literaten, insbesondere Jacques Peletier du Mans (1517–82), und neulateinische Dichter, in deren Kreis er Gedichte verfasste, ebenfalls zum Teil auf Latein. Spätestens hier lernte er zudem Italienisch und beschäftigte sich mit den Autoren der italienischen Renaissance, vor allem der Lyrik von Francesco Petrarca und seinen Nachfolgern.

### Du Bellay in Paris
Vielleicht schon 1543, bei der Beerdigung eines hochstehenden Verwandten, hatte er den wenig jüngeren Dichterkollegen Ronsard kennengelernt. Bei einer Wiederbegegnung 1547 ließ er sich von ihm bereden, nach Paris zu kommen, um dort mit ihm bei dem bekannten Gräzisten Jean Dorat am Collège de Coqueret Studien auch der altgriechischen Literatur zu treiben. Wenig später gründete er mit Ronsard sowie einigen anderen, heute wenig bekannten Autoren einen Dichterkreis, den man zunächst „la brigade“ (=Trupp, Gruppe) nannte und der später (1556?) von Ronsard in „La Pléiade“ (=Siebengestirn) umgetauft wurde.
Der Wechsel Du Bellays nach Paris trug rasch Früchte. Schon im März 1549 publizierte er zwei seiner bedeutsamsten Werke: die programmatische Schrift La Défense et illustration de la langue française („Verteidigung und Berühmtmachung der französischen Sprache“), die er seinem Verwandten, dem Kardinal, widmen durfte, und die Gedichtsammlung L’Olive et quelques autres œuvres poétiques („Die Olive und einige andere lyrische Werke“).
Die Défense war ein Manifest der Theorien und der künftigen Praxis der Brigade-Autoren und erschien zehn Jahre nach dem Edikt von Villers-Cotterêts, mit welchem unter König Franz I. die französische Sprache zur alleinigen Urkunden- und Verwaltungssprache in Frankreich erhoben wurde. Im ersten Teil der Défense wird das Französische zu einer Sprache von der gleichen Würde proklamiert wie das Griechische, Lateinische oder auch Italienische; allerdings seien seine Ausdrucksmöglichkeiten und damit seine Eignung als Literatursprache durch die Dichter noch zu verbessern, vor allem durch die produktive Anverwandlung bedeutender Werke der genannten Sprachen. Der zweite Teil ist eine Poetik (die viele Anstöße einer im Vorjahr erschienenen Poetik des Pariser Juristen Thomas Sébillet verdankt), d. h. eine Anleitung zum Dichten. Neu ist, dass auch hier eine Orientierung der französischen Literatur, insbes. der Lyrik, an den Themen und am Formenschatz der antiken sowie der inzwischen als vorbildhaft geltenden italienischen Literatur gefordert wird, und zwar unter konsequenter Abkehr von der eigenen, angeblich mittelalterlich-gestrigen französischen Tradition, wie sie vor allem der eine Generation ältere Clément Marot und seine Schüler repräsentierten. Die zu ihrer Zeit zwar kurz diskutierte, dann aber nur noch mäßig beachtete Défense wurde im 19./20. Jh. von patriotischen Literarhistorikern, denen der selbstbewusste, quasi nationalistische Tenor Du Bellays gefiel, zu einem Schlüsseltext stilisiert.
L’Olive war die erste Sonett-Sammlung der franz. Literatur und, neben dem Gedichtband Délie von Maurice Scève (1544), eine der ersten französischen Sammlungen petrarkistischer Lyrik. Die äußerst kunstvollen, auf heutige Leser oft manieriert wirkenden Sonette des Bändchens inspirieren sich überwiegend an italienischen Vorbildern und kreisen zumeist um eine unerreichbare ideale Geliebte namens Olive (deren Identität unbekannt, aber auch unerheblich ist). Hierbei nimmt Du Bellay Gedankengut des Neuplatonismus auf sowie gelegentlich auch christliche Vorstellungen. Ende 1550 brachte er eine zweite, von 50 auf 115 Stücke erweiterte Neuauflage heraus. Diese durfte er der Prinzessin Marguerite zueignen, der er im Vorjahr mit einem Begrüßungsgedicht an ihren Bruder, den neuen König Heinrich II., aufgefallen war und die auch weiterhin seine Gönnerin blieb.
Seinen humanistischen Interessen folgend betätigte Du Bellay sich zugleich als Vermittler lateinischer Klassiker und ließ 1552 eine Nachdichtung von Buch IV der Äneis Vergils und andere freie Übertragungen erscheinen. Anfang 1553 publizierte er eine weitere Gedichtsammlung, Recueil de poésie.
Sein Gesundheitszustand in diesen Jahren war offenbar prekär (Tuberkulose?); u. a. litt er zunehmend unter Schwerhörigkeit, die ihm, dem sichtlich ohnehin Depressiven, das Leben zusätzlich verdüsterte. Ebenfalls prekär war seine materielle Situation, anscheinend war er gezwungen, längere Prozesse um Besitzansprüche zu führen.

### Du Bellay in Rom
Im April 1553 ließ er sich, da er nach dem Tod seines Bruders René einen Neffen zu versorgen hatte, in die Dienste von Kardinal du Bellay aufnehmen, eines hochgebildeten Mannes, der bis kurz zuvor François Rabelais protegiert hatte. Wenig später begleitete er ihn nach Rom, wo jener als Gesandter des franz. Königs den Papst, d. h. den Kirchenstaat, auf die Seite Frankreichs ziehen sollte im Kampf gegen Kaiser Karl V. (der auf dem 1551 beendeten Konzil von Trient gerade seine Macht gegenüber dem Papst demonstriert hatte).
Der Aufenthalt Du Bellays in Rom dauerte vier Jahre, wobei er als Majordomus des Kardinals fungierte. Zwar bot die Stadt ihm neue Horizonte und bekam er Anschluss an Literatenkreise, wobei er einen Freund gewann in (dem heute kaum bekannten) Dichter Olivier de Magny, dem Domestiken eines anderen Kardinals; doch absorbierte ihn sein Posten offenbar mehr als erwartet, ohne, wie es ihm erschien, Perspektiven zu öffnen. Auch desillusionierten ihn die Einblicke in die Verhältnisse am päpstlichen Hof und in die große Politik, die er erhielt. So erlebte er 1555 zwei Papstwahlen samt ihren Intrigen hautnah mit, zumal bei der zweiten auch sein Dienstherr Du Bellay kurz Kandidat war; und 1556 sah er enttäuscht, wie jener in Ungnade fiel bei König Heinrich, der ohne Rücksicht auf ihn und die Bundesgenossen, insbes. den Papst, überraschend einen Waffenstillstand mit dem spanischen König Philipp II. schloss, dem Sohn Kaiser Karls, der dessen italienische Interessen weiter verfolgte.
Immerhin verfasste er in diesen Jahren zahlreiche Gedichte und hatte er, mit einer nicht nur idealen Faustina, ein reales Verhältnis.
Im Spätsommer 1557 kehrte er mit dem Kardinal zurück nach Paris, wo er von ihm mit mehreren Pfründen versorgt wurde, deren Einkünfte er jedoch, wie üblich, mit den Priestern teilen musste, die ihn jeweils vor Ort vertraten.

### Wieder in Paris
Zurück in Paris fand er wieder Anschluss an die alten sowie auch an neue Literatenkollegen. Darüber hinaus versuchte er sich mit Gedichten zu verschiedenen offiziellen und anderen Anlässen auch am Königshof zu etablieren, so wie es, während seiner Abwesenheit, Freund Ronsard geschafft hatte, den er sichtlich beneidete.
Die Zeit nach der Rückkehr war sehr fruchtbar. Im Januar 1558 ließ Du Bellay sein wohl bedeutendstes Werk erscheinen, Les regrets (=Klagen), eine Sammlung von 191 größtenteils in Rom verfassten Sonetten mit vielfältiger Thematik, aber einem gemeinsamen Unterton von Nostalgie, Frustration und Desillusion. Viele der Texte beklagen, erstaunlich bekenntnishaft, eigene existenzielle und psychische Nöte, insbesondere sein Heimweh und die Enttäuschung seiner Karrierehoffnungen. Andere kommentieren, oft im Vergleich mit den vermeintlich besseren französischen Verhältnissen, aktuelle Ereignisse und Zustände der hohen und der weniger hohen Politik in Rom. Wieder andere karikieren sarkastisch die Höflinge dort, aber dann auch, nach seiner Rückkehr, die in Paris, was natürlich wenig dazu beitrug, ihm Sympathien am französischen Hof zu verschaffen. Der Band war insofern neuartig und epochemachend, als er die Gattung Sonett als passendes Medium nicht nur für das Thema Liebe, sondern für ein breites Themenspektrum etablierte. Viele der Sonette sind, wie Briefe, an namentlich genannte Freunde (z. B. Ronsard) und Bekannte gerichtet.
Ebenfalls im Januar ließ er den Sammelband Divers jeux rustiques („Diverse ländliche Spiele“) erscheinen. Dieser enthält, ähnlich wie Ronsards Folâtries von 1553, Gedichte der verschiedensten Gattungen und Sujets und zeigt, wie der Titel andeutet, einen überraschend heiteren, manchmal sogar witzigen Du Bellay.
Den melancholischen wiederum bietet Le premier livre des antiquités de Rome („Buch I der römischen Altertümer“), ein im März gedrucktes Bändchen mit 32 Sonetten. Hauptthema der ebenfalls überwiegend in Rom entstandenen Gedichte sind die überall in der Stadt (die in der Spätantike stark geschrumpft war) und ihrer Umgebung verstreuten antiken Ruinen bzw. das Gefühl von Vergänglichkeit und Vergeblichkeit, das sie in Du Bellay auslösten. Dasselbe Gefühl spiegeln die 15 Sonette, die unter dem Sammeltitel Songe (=Traum) an die Antiquités angehängt sind und eine Traumvision in 15 Teilen schildern, wo jeweils eine zunächst glanzvolle Erscheinung am Ende unrühmlich in sich zusammenfällt.
Zugleich mit den Antiquités erschien eine vierbändige Sammlung der lateinischen Gedichte des Autors, von denen einige relativ offen sein Verhältnis zu Faustina behandeln. Ende des Jahres kam seine Übertragung von Platos Symposion heraus.
Ebenfalls 1558 konnte Du Bellay endlich den lange erhofften Karrieresprung verzeichnen: Er erhielt einen höheren Posten in der Verwaltung des Erzbistums Paris. Allerdings profitierte er kaum noch hiervon, denn er starb, depressiv und nach längerem Kränkeln, mit 37(?) an einem Herzschlag in der Nacht vom 1. auf den 2. Januar 1560. Er wurde in der Kathedrale Notre-Dame de Paris beigesetzt. Dort wurde im Zuge der Restaurierungsarbeiten, die nach dem Brand von 2019 nötig wurden, ein unbeschrifteter Bleisarg entdeckt. Die darin enthaltenen Gebeine konnten 2024 du Bellay zugeordnet werden.
Postum kamen 1561 nochmals ein Bändchen Lyrik sowie etliche andere Texte heraus. Hierunter sind einige politisch intendierte Discours (= Reden) in Versform, mit denen Du Bellay auf die Eskalation der innenpolitischen Spannungen in den späten 1550er Jahren reagiert hatte. Die grausame Bestrafung der meist protestantischen Verschwörer von Amboise (1560) und den Ausbruch der Religionskriege 1562 erlebte er nicht mehr.
1568/69, in einer Friedenspause zwischen dem Zweiten und dem Dritten Religionskrieg, erschien die erste Gesamtausgabe seiner Werke, die in der Folgezeit mehrfach nachgedruckt wurde.

## Werke Du Bellays
- La Deffence et illustration de la langue francoyse, Paris 1549.
- Phosphoneumatique au roy tres chrestien Henry II: le jour de son entrée à Paris 16 de juin 1549. Paris, 1549.
- L’Olive et autres oeuvres poétiques de Joachim du Bellay, Paris 1550.
- Docte et singulier discours sur les quatre estats du Royaume de France, déploration et calamité du temps présent, Lyon 1557.
- Discours au Roy sur la trefve de l’an 1555, Paris 1558.
- Épithalame sur le mariage de tresillustre prince Philibert Emanuel, duc de Savoie, et tresillustre princesse Marguerite de France, soeur unique du Roy et duchesse de Berry, Paris 1558.
- Hymne au Roy sur la prinse de Calais avec quelques autres oeuvres du mesme autheur sur le mesme subject, Paris 1558.
- Poematum libri quatuor, quibus continentur elegiae, amores, varia epigr., tumuli, Paris 1558.
- Le premier livre des antiquitez de Rome: contenant une générale description de sa grandeur et comme une déploration de sa ruine. Plus Un songe ou vision sur le mesme subject, Paris 1558.
- Discours sur le sacre du très chrestien roy Françoys II, avec la forme de bien régner accommodée aux moeurs de ce royaume, faict premièrement en vers latins par Michel de L’Hospital,... et mis en vers françoys par Joach. Du Bellay, Paris 1560.
- Divers jeux rustiques, Paris 1561.
- Ode sur la naissance du petit duc de Beaumont, fils de Monseign. de Vandosme, roy de Navarre, Paris 1561.
- La Monomachie de David et de Goliath, ensemble plusieurs autres oeuvres poétiques.
- Les Regrets et autres oeuvres poétiques.